# Harpalyke (satelit)
Harpalyke (/har.pa'li.ke/), cunoscut și ca Jupiter XXII, este un satelit natural neregulat, retrograd a lui Jupiter. El a fost descoperit de o echipă de astronomi de la Universitatea din Hawaii condusă de Scott S. Sheppard în 2000 și i-a fost dată denumirea provizorie de S/2000 J 5. În august 2003 el a fost denumit în cinstea lui Harpalyce, fiica incestuoasă a lui Clymenus, care a fost și o iubită a lui Zeus.
Harpalyke face parte din Grupul Ananke. Un grup de sateliți neregulați retrograzi despre care se crede a fi rămășițele unei spargeri a unui asteroid heliocentric capturat.Satelitul are un diametru de aproximativ 4 kilometri și o culoare aparent gri (indexul de culoare R-V=0.43), similiar asteroizilor de tip C.Satelitul îl orbitează pe Jupiter la o distanță medie de  21,064,000 km în 634.19 zile, cu o înclinație de aproximativ 147° față de ecliptică ( 147° față de ecuatorul lui Jupiter) și o excentricitate de 0.2441.